# Oxycoleus laetus
Oxycoleus laetus är en skalbaggsart som beskrevs av Júlio 1997. Oxycoleus laetus ingår i släktet Oxycoleus och familjen långhorningar. Inga underarter finns listade i Catalogue of Life.